# NGC 4019
NGC 4019 (również IC 755, PGC 37912 lub UGC 7001) – galaktyka spiralna z poprzeczką (SBb), znajdująca się w gwiazdozbiorze Warkocza Bereniki w odległości 70 milionów lat świetlnych. Została odkryta 23 kwietnia 1832 roku przez Johna Herschela.
W galaktyce tej obserwowano jedną supernową: SN 1999an typu II.